# オウム真理教犯罪被害者等を救済するための給付金の支給に関する法律
オウム真理教犯罪被害者等を救済するための給付金の支給に関する法律（オウムしんりきょうはんざいひがいしゃとうをきゅうさいするためのきゅうふきんのしきゅうにかんするほうりつ、平成20年6月18日法律第80号）は、オウム真理教事件の被害者救済に関する法律である。略称はオウム被害者救済法。
2008年（平成20年）6月18日に公布された。

## 概要
オウム真理教が犯した犯罪によって死亡した者の遺族および対象犯罪行為により障害が残ったり傷病を負ったりした被害者を救済するために給付金を支給することを目的とした法律。
第2条で以下の事件が対象となっている。
1. 平成七年三月二十日に発生した地下鉄サリン事件に係る犯罪行為（地下鉄サリン事件）
2. 平成六年六月二十七日から同月二十八日にかけて発生した松本サリン事件に係る犯罪行為（松本サリン事件）
3. 平成元年十一月四日に発生した弁護士及びその妻子の殺人事件に係る犯罪行為（坂本堤弁護士一家殺害事件）
4. 平成六年五月九日に発生したサリンを使用した弁護士の殺人未遂事件に係る犯罪行為（滝本弁護士サリン襲撃事件）
5. 平成六年十二月二日に発生したVXを使用した殺人未遂事件に係る犯罪行為（駐車場経営者VX襲撃事件）
6. 平成六年十二月十二日に発生したVXを使用した殺人事件に係る犯罪行為（会社員VX殺害事件）
7. 平成七年一月四日に発生したVXを使用した殺人未遂事件に係る犯罪行為（オウム真理教被害者の会会長VX襲撃事件）
8. 平成七年二月二十八日から同年三月一日にかけて発生した公証人役場事務長の逮捕監禁致死事件に係る犯罪行為（公証人役場事務長逮捕監禁致死事件）

なお、オウム真理教の構成員であった被害者は除かれているため、オウム真理教男性信者殺害事件、薬剤師リンチ殺人事件、オウム真理教男性現役信者リンチ殺人事件の被害者はこの法律による給付金対象となっていない。
この給付金は一人につき最高で2000万円と規定されている。

## オウム事件の国による定義
本法1条で法律主旨が述べられている。
一連のオウム真理教事件は単なるカルト犯罪ではなく、オウム国家を樹立すべく国家転覆を目論んだ反政府大量殺人テロに他ならず、反政府テロ組織「オウム真理教」が起こした犯罪の被害者は、国（政府）の責任で救済しなければならないとしている。
日本の法律で「オウム真理教」と名指ししているものは、他に「オウム真理教に係る破産手続における国の債権に関する特例に関する法律（オウム真理教債権特例法）」があるのみである。

## 給付対象者数と申請者数
法律施行時の2008年12月時点で警察庁が把握していた被害者6520人（うち地下鉄サリン事件の被害者は6226人）に加え、同法施行後、地下鉄サリン事件の被害者として60人、その他の事件の被害者として3人が新たに判明し、同法に基づく給付金申請を締め切った2010年12月17日までに警察庁が把握したオウム真理教事件による被害者は6583人（うち地下鉄サリン事件の被害者数は6286人）となった。
法律施行時に被害者として把握されていた6520人のうち、75人は締め切りまでに連絡先が分からず、給付金制度を直接通知することができなかった。制度を伝えることができた6508人のうち、申請を受け付けた人は6084人で、残りの未申請者424人のうち394人は申請の意思がないことが確認された。
給付の内訳は、死亡（2000万円）25件、要介護の障害（3000万円）5件、重度の障害（2000万円）1件、重傷病（100万円）1184件などで、支給総額は約30億円になる見通しという。